# شلل
الشلل (بالإنجليزية: Paralysis)‏ هو الفقدان الكلي لوظيفة عضلة واحدة أو أكثر. من الممكن أن يصاحِب الشلل فقدان الإحساس في المنطقة المصابة بالإضافة إلى فقدان الحركة.

## الأسباب
للشلل أسباب عِدّة، غالباً إثر تلف في الجهاز العصبي. قد يكون السبب سكتة دماغية، إصابات جسدية مع جروح عصبية، شلل الأطفال، شلل دماغي، تصلب جانبي ضموري، اعتلال الأعصاب المحيطية، باركنسونية أو عدة أسباب أخرى.

## العلاج
العلاج الفيزيائي هو تدريباتٌ جسدية وأجهزة وأدوات لعلاج الناس الذين أصيبوا بالشلل أو الضرر الدماغي نتيجة إصابة حرب أو حادث طرق أو مرض وقد يستمر العلاج من شهرين إلى نصف سنة. المصاب بالشلل عليه القيام بالعلاج الفيزيائي وإلا سوف تصبح إعاقة دائمة، العلاج هو تدريبات للمشي والحركة وسباحة واجهزة تجعل المصاب بالشلل يمشي.